# Ectenessa ornatipennis
Ectenessa ornatipennis är en skalbaggsart som beskrevs av Friedrich F. Tippmann 1960. Ectenessa ornatipennis ingår i släktet Ectenessa och familjen långhorningar. Inga underarter finns listade i Catalogue of Life.